# Збуйно (Мазовецьке воєводство)
Збуйно (пол. Zbójno) — село в Польщі, у гміні Ґоздово Серпецького повіту Мазовецького воєводства.
Населення — 104 особи (2011).
У 1975-1998 роках село належало до Плоцького воєводства.

## Демографія
Демографічна структура станом на 31 березня 2011 року:
|          | Загалом | Допрацездатний вік | Працездатний вік | Постпрацездатний вік |
| -------- | ------- | ------------------ | ---------------- | -------------------- |
| Чоловіки | 52      | 10                 | 37               | 5                    |
| Жінки    | 52      | 10                 | 30               | 12                   |
| Разом    | 104     | 20                 | 67               | 17                   |